# Stanislav Koranda
Stanislav Koranda (1. února 1925 - ???) byl český a československý politik Československé strany socialistické a poslanec Sněmovny lidu Federálního shromáždění za normalizace.

## Biografie
K roku 1971 a 1976 se profesně uvádí jako kovář. Pocházel z Třeboně.
Ve volbách roku 1971 zasedl do Sněmovny lidu (volební obvod č. 35 - Třeboň, Jihočeský kraj). Mandát obhájil ve volbách roku 1976 (obvod Jindřichův Hradec) a volbách roku 1981 (obvod Jindřichův Hradec). Ve Federálním shromáždění setrval do konce funkčního období, tedy do voleb v roce 1986.
V roce 1976 se uvádí jako strojní zámečník z Třeboně a poslanec za Československou stranu socialistickou.